# Pseudopteryxia aletifolia
Pseudopteryxia aletifolia là một loài thực vật có hoa trong họ Hoa tán. Loài này được (Rydb.) Rydb. miêu tả khoa học đầu tiên năm 1913.